# Еврикрат (Спарта)
Еврикрат (на старогръцки: Ευρυκράτης, Eurykrates) в гръцката митология е цар на Спарта от династията на Агидите през ок. 714 пр.н.е. – 690 пр.н.е. (или 665 – 640 пр.н.е.) и син на Полидор.
Той управлява Лакония и завладяната от баща му Месения.
След него цар става неговият син Анаксандър.